# Pacentro
Pacentro est une commune de la province de L'Aquila, dans la région des Abruzzes, en Italie.

## Monuments et patrimoine
- L'ermitage Saint-Germain ;
- le château Cantelmo-Caldora.

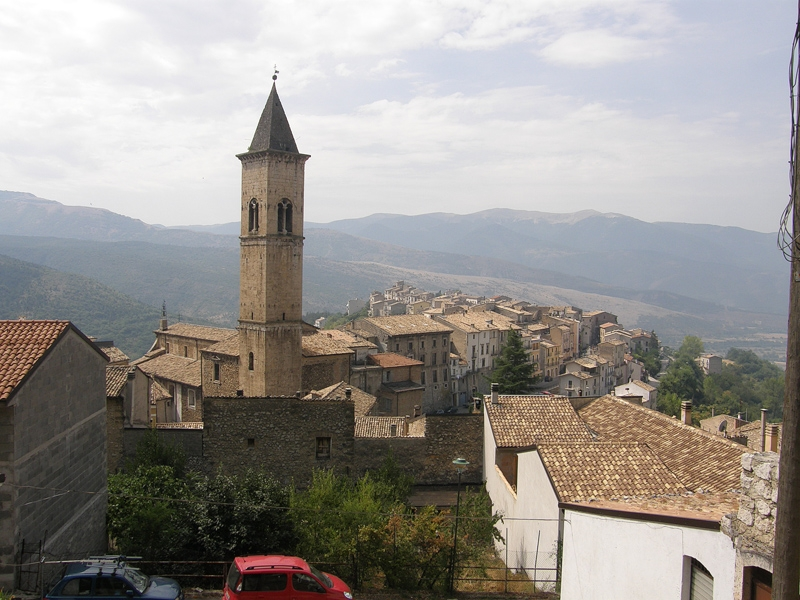
Vue du bourg.
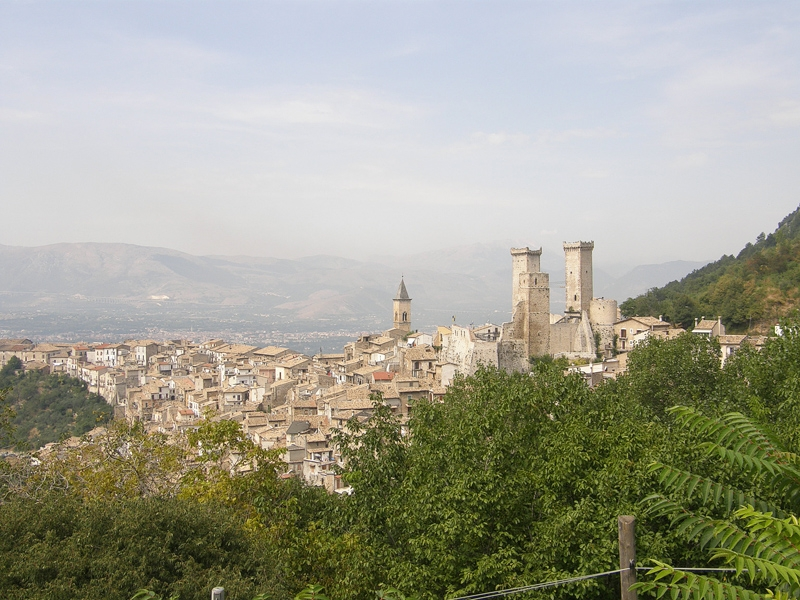
Panorama.
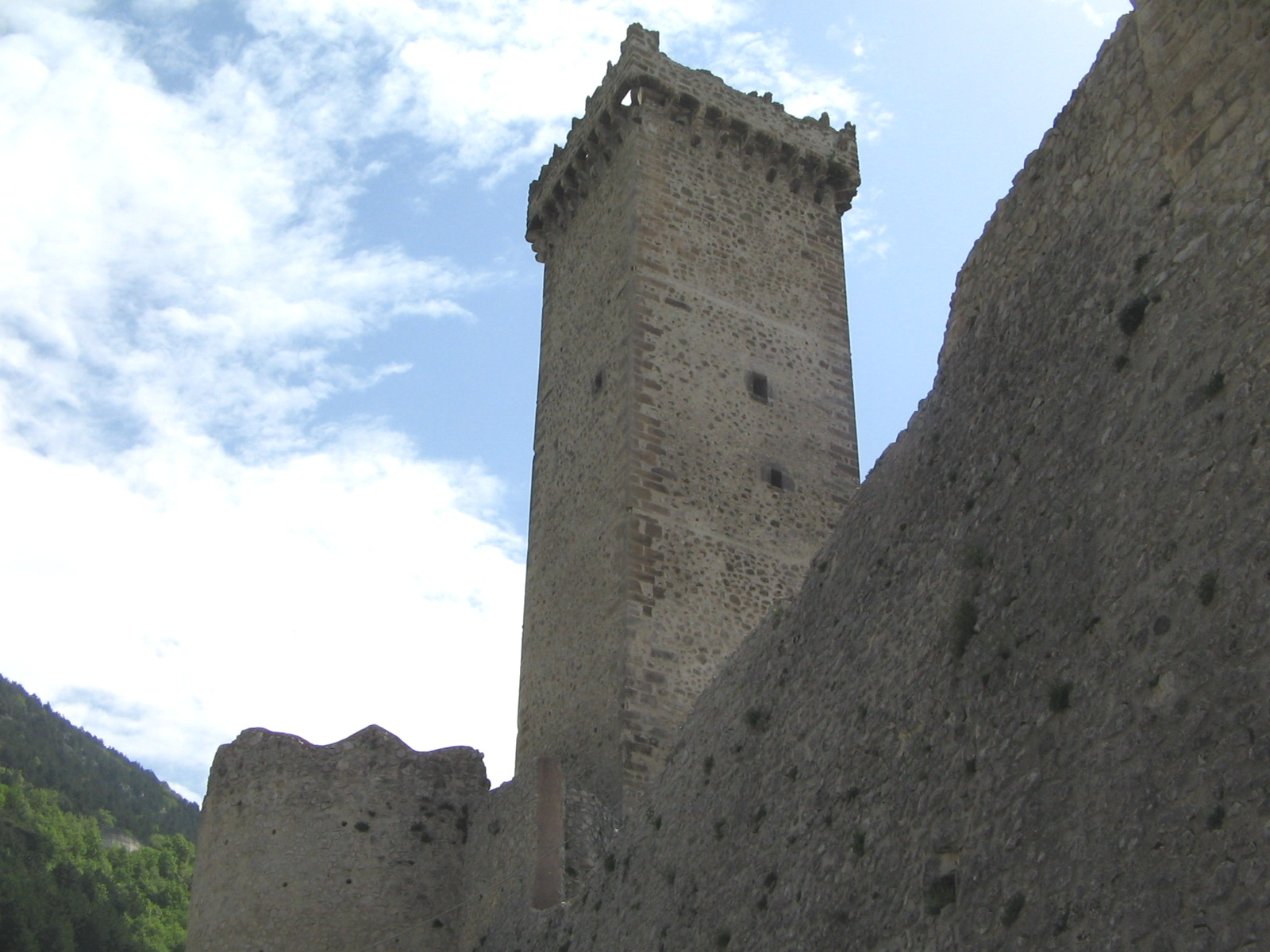
Château Cantelmo-Caldora.
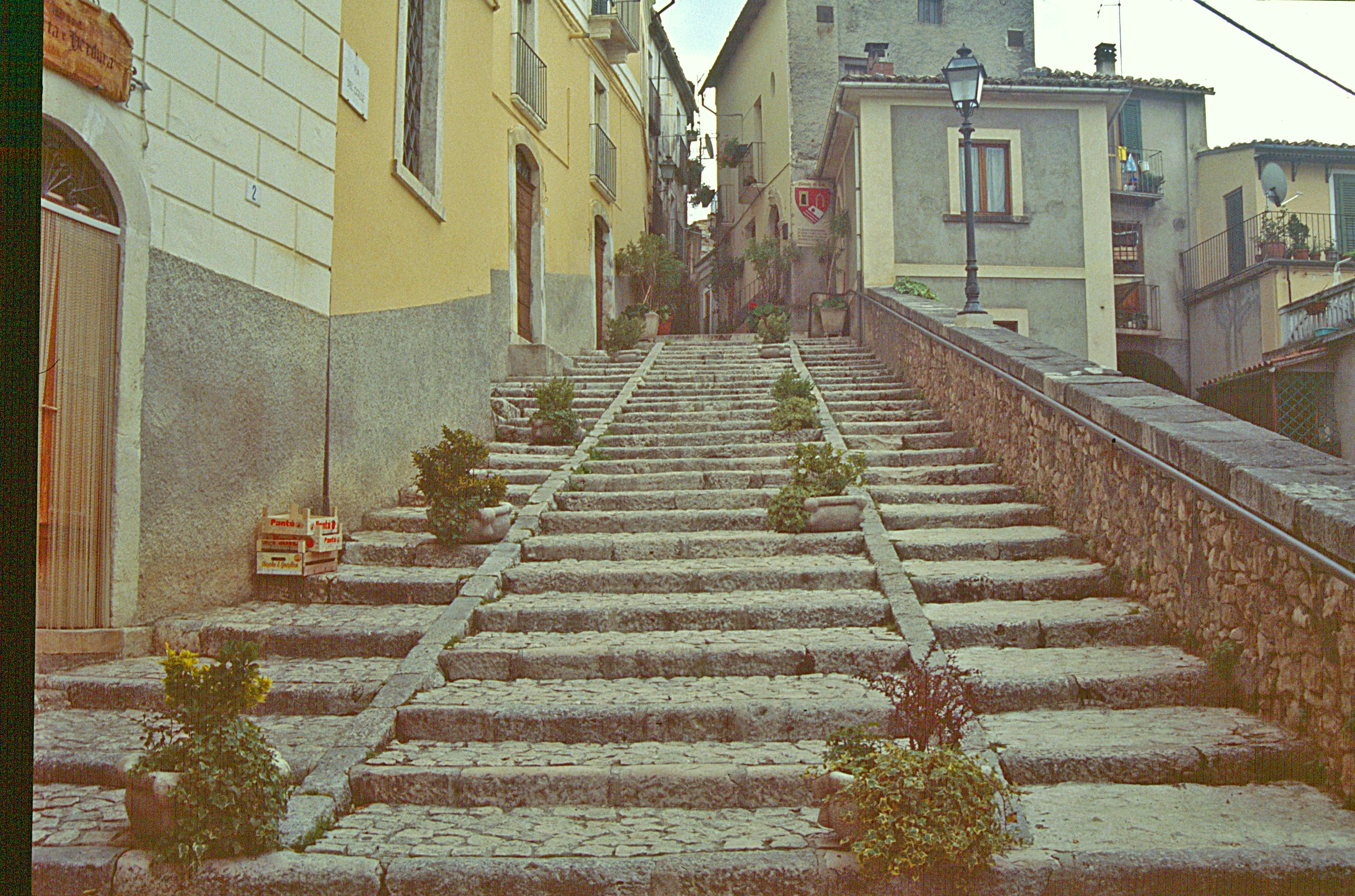
Escalier-ruelle.
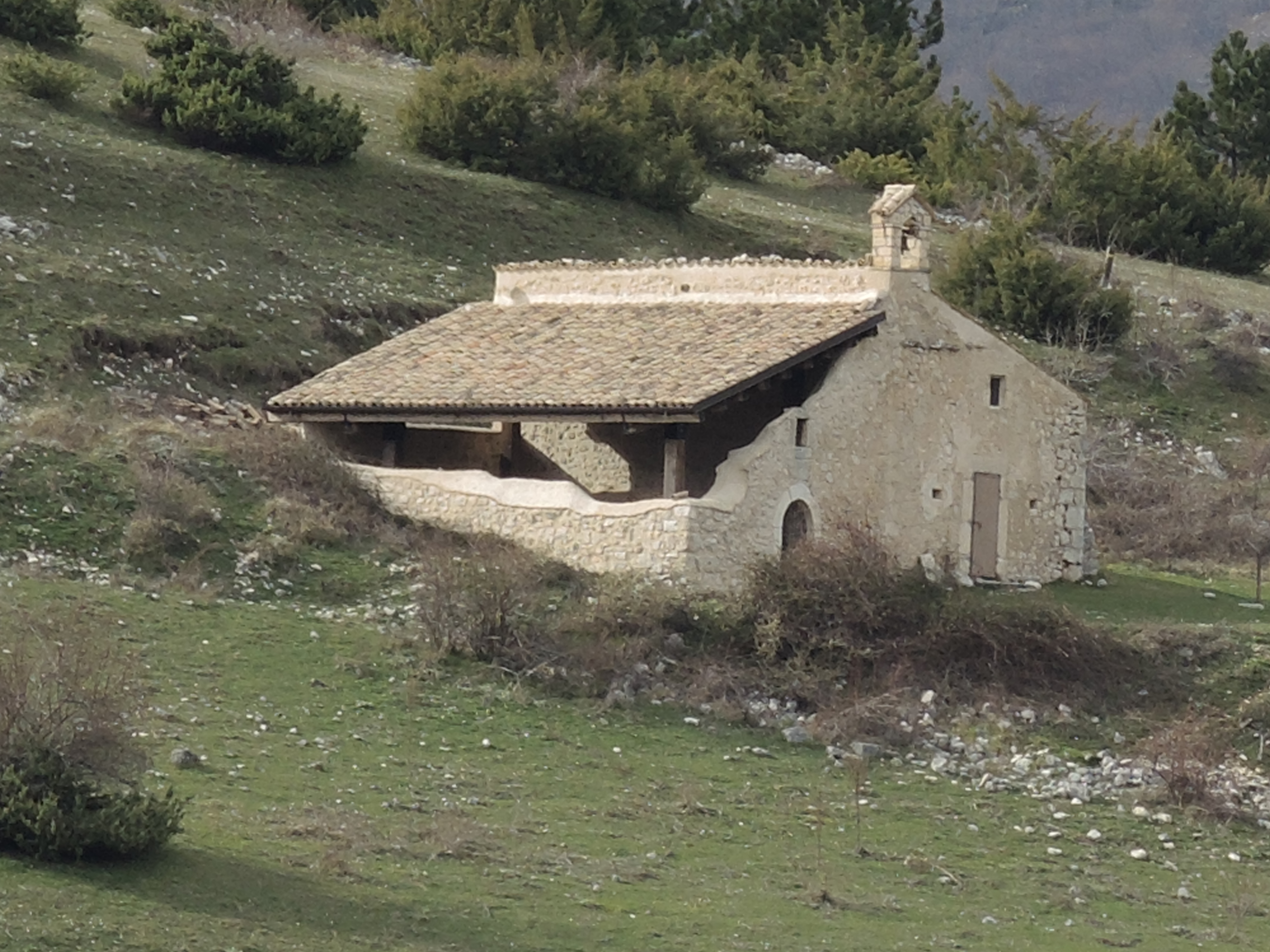
Ermitage Saint Germain.
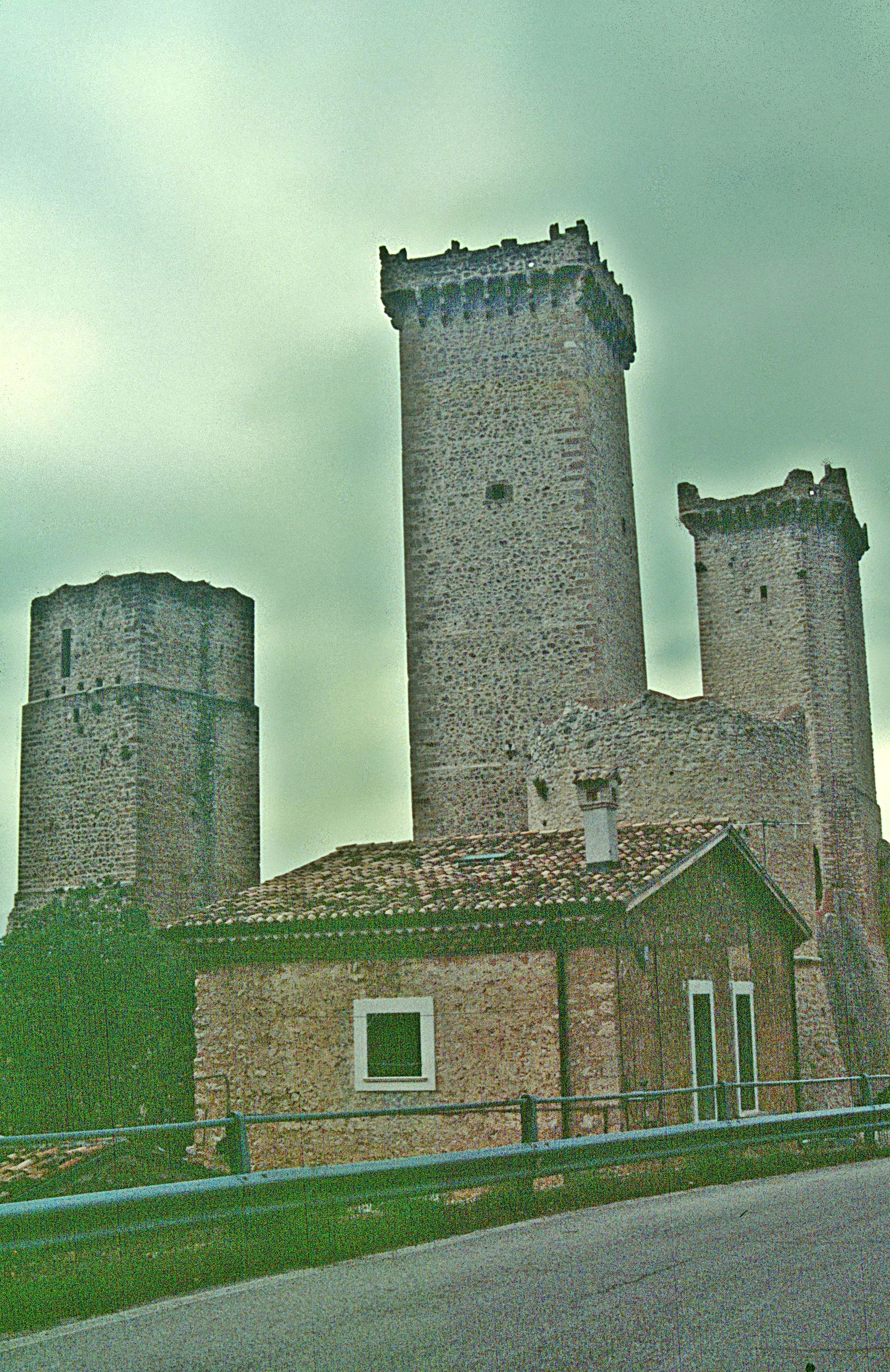
Les tours du château.

## Administration
| Période                                  | Période  | Identité         | Étiquette | Qualité |
| ---------------------------------------- | -------- | ---------------- | --------- | ------- |
| 14 juin 2004                             | En cours | Fernando Caparso |           |         |
| Les données manquantes sont à compléter. |          |                  |           |         |

### Hameaux
Passo San Leonardo.

### Communes limitrophes
Campo di Giove, Cansano, Fara San Martino (CH), Lama dei Peligni (CH), Palena (CH), Sant'Eufemia a Maiella (PE), Sulmona, Taranta Peligna (CH).

## Personnalités liées à la commune
La famille paternelle de la chanteuse Madonna est originaire de Pacentro.